# Круш-Кебрада — Дафунду
Круш-Кебрада — Дафунду (порт. Cruz Quebrada - Dafundo) — район (фрегезия) в Португалии, входит в округ Лиссабон. Является составной частью муниципалитета Оейраш. Находится в составе крупной городской агломерации Большой Лиссабон. По старому административному делению входил в провинцию Эштремадура. Входит в экономико-статистический субрегион Большой Лиссабон, который входит в Лиссабонский регион. Население составляет 6 393 человек на 2011 год. Занимает площадь 3,00 км².
Покровителем района считается Иисус Христос (порт. Jesus).